# Kelechi Nwakali
Kelechi Nwakali (Owerri, Imo, 5 juni 1998) is een Nigeriaans voetballer die bij voorkeur als aanvallende middenvelder speelt. Hij werd in de zomer van 2024 door Barnsley overgenomen van GD Chaves. Nwakali is een jongere broer van voetballer Chidiebere Nwakali.

## Carrière

### Arsenal
Nwakali werd in 2015 uitgeroepen tot beste speler van het WK voetbal voor spelers onder 17 jaar. Een jaar later maakte hij de overstap naar Arsenal, waar hij een vijfjarig contract tekende.

### MVV Maastricht
Arsenal verhuurde Nwakali in september 2016 voor de rest van het seizoen 2016/17 aan MVV Maastricht, op voorspraak van Arsenals toenmalige hoofd jeugdopleiding en voormalig MVV-trainer Andries Jonker. Hij maakte op 16 september 2016 zijn competitiedebuut in de Eerste divisie, thuis tegen Jong Ajax (1-0). Hij verving in de blessuretijd Thomas Verheydt.

### VVV-Venlo
Arsenal verhuurde Nwakali op 31 augustus 2017 aan VVV-Venlo, dat in het voorgaande seizoen promoveerde naar de Eredivisie. Bij zijn debuut in de uitwedstrijd bij FC Groningen scoorde hij als invaller in blessuretijd de gelijkmaker. Nwakali kon maar op weinig speeltijd rekenen waardoor Arsenal de verhuur in de winterstop beëindigde. Nwakali keerde daarop op huurbasis terug naar MVV Maastricht. Na afloop van het seizoen werd hij door Arsenal opnieuw voor een jaar verhuurd, ditmaal aan FC Porto B.

### SD Huesca
Nwakali vertrok in september 2019 bij Arsenal. Hij tekende vervolgens bij SD Huesca een driejarig contract. Met die club promoveerde hij in 2020 naar de Primera División. Omdat hij daar weinig speeltijd kreeg, verhuurde Huesca hem na de winterstop aan AD Alcorcón dat een divisie lager uitkwam. In de zomer van 2021 keerde Nwakali terug naar Huesca dat inmiddels zelf ook naar de Segunda División A was gedegradeerd.

### SD Ponferradina
Nwakali verruilde Huesca een jaar later voor SD Ponferradina.

### GD Chaves
In de zomer van 2023 tekende Nwakali een contract bij GD Chaves dat uitkomt in de Primeira Liga.

### Barnsley
Ondanks een doorlopend contract vertrok Nwakali na de degradatie van Chaves naar Liga Portugal 2 in augustus 2024 naar Barnsley. De Nigeriaanse middenvelder tekende een driejarig contract bij de club die uitkomt in League One.

## Clubstatistieken
| Seizoen                                | Club             | Competitie         | Competitie | Competitie | Beker | Beker | Internationaal | Internationaal | Overig | Overig | Totaal | Totaal |
| Seizoen                                | Club             | Competitie         | Wed.       | Dlp.       | Wed.  | Dlp.  | Wed.           | Dlp.           | Wed.   | Dlp.   | Wed.   | Dlp.   |
| -------------------------------------- | ---------------- | ------------------ | ---------- | ---------- | ----- | ----- | -------------- | -------------- | ------ | ------ | ------ | ------ |
| 2016/17                                | Arsenal          | Premier League     | 0          | 0          | 0     | 0     | 0              | 0              | 0      | 0      | 0      | 0      |
| 2016/17                                | → MVV Maastricht | Eerste divisie     | 29         | 2          | 1     | 0     | —              | —              | 4      | 1      | 34     | 3      |
| 2017/18                                | → VVV-Venlo      | Eredivisie         | 9          | 1          | 3     | 0     | —              | —              | 0      | 0      | 12     | 1      |
| 2017/18                                | → MVV Maastricht | Eerste divisie     | 16         | 4          | 0     | 0     | —              | —              | 2      | 0      | 18     | 4      |
| 2018/19                                | → FC Porto B     | Segunda Liga       | 16         | 0          | —     | —     | —              | —              | —      | —      | 16     | 0      |
| 2019/20                                | SD Huesca        | Segunda División A | 5          | 0          | 0     | 0     | —              | —              | —      | —      | 5      | 0      |
| 2020/21                                | SD Huesca        | Primera División   | 5          | 0          | 2     | 0     | —              | —              | —      | —      | 7      | 0      |
| 2020/21                                | → AD Alcorcón    | Segunda División A | 18         | 4          | 0     | 0     | —              | —              | —      | —      | 18     | 4      |
| 2021/22                                | SD Huesca        | Segunda División A | 19         | 0          | 2     | 0     | —              | —              | —      | —      | 21     | 0      |
| 2022/23                                | SD Ponferradina  | Segunda División A | 36         | 1          | 1     | 0     | —              | —              | —      | —      | 37     | 1      |
| 2023/24                                | GD Chaves        | Primeira Liga      | 32         | 1          | 0     | 0     | —              | —              | 1      | 0      | 33     | 1      |
| 2024/25                                | Barnsley         | League One         | 7          | 1          | 1     | 0     | —              | —              | 2      | 0      | 10     | 1      |
| Carrière totaal                        | Carrière totaal  | Carrière totaal    | 192        | 14         | 10    | 0     | 0              | 0              | 9      | 1      | 212    | 15     |
| Bijgewerkt tot en met 26 december 2024 |                  |                    |            |            |       |       |                |                |        |        |        |        |

1Overige officiële wedstrijden, te weten League Cup, Football League Trophy, FA Trophy en play-off.

## Interlandcarrière
Nwakali werd meermaals geselecteerd voor Nigeriaanse jeugdelftallen. Op 11 september 2018 maakte hij onder bondscoach Gernot Rohr zijn debuut bij het Nigeriaans voetbalelftal in een vriendschappelijke interland tegen Liberia.
| Interlands van Kelechi Nwakali | Interlands van Kelechi Nwakali | Interlands van Kelechi Nwakali | Interlands van Kelechi Nwakali | Interlands van Kelechi Nwakali | Interlands van Kelechi Nwakali |
| №                              | Datum                          | Wedstrijd                      | Uitslag                        | Soort Wedstrijd                | Doelpunten                     |
| Als speler bij FC Porto B      | Als speler bij FC Porto B      | Als speler bij FC Porto B      | Als speler bij FC Porto B      | Als speler bij FC Porto B      | Als speler bij FC Porto B      |
| ------------------------------ | ------------------------------ | ------------------------------ | ------------------------------ | ------------------------------ | ------------------------------ |
| 1.                             | 11 september 2018              | Liberia – Nigeria              | 1 – 2                          | Vriendschappelijk              | 0                              |
| Als speler bij SD Huesca       |                                |                                |                                |                                |                                |
| 2.                             | 11 januari 2022                | Egypte – Nigeria               | 0 – 1                          | Afrika Cup                     | 0                              |
| 3.                             | 15 januari 2022                | Soedan – Nigeria               | 1 – 3                          | Afrika Cup                     | 0                              |
| 4.                             | 19 januari 2022                | Guinee-Bissau – Nigeria        | 0 – 2                          | Afrika Cup                     | 0                              |